# Савін Іван Павлович
Іван Павлович Савін (30 жовтня 1902, село Луки Сенської волості Печорського повіту Псковської губернії, тепер Псковської області, Російська Федерація — 1960,  тепер Естонія) — радянський естонський діяч, селянин, секретар Лукинського осередку КП(б) Естонії. Депутат Верховної Ради СРСР 1-го скликання (1941—1946).

## Життєпис
Народився в бідній селянській родині. У 1910 році помер батько. Іван Савін з дитячих років працював пастухом, наймитував. Закінчив трьохкласну земську школу. Потім працював у власному господарстві, був найманим робітником.
З 1923 по 1925 рік служив у естонській національній армії.
До 1940 року — бідний селянин в селі Луки Сенської волості Петсерського повіту Естонії. Співробітничав із прорадянською газетою «Робітнича правда», поширював її в селі.
Активно підтримував окупацію Естонії радянськими військами влітку 1940 року, був головою дільничої виборчої комісії із виборів депутатів до Державної думи Естонії, брав участь у проведенні земельної реформи та націоналізації торгових підприємств.
Член ВКП(б) з серпня 1940 року.
У жовтні 1940 — 1941 року — секретар Лукинського первинного осередку КП(б) Естонії. У 1941 році став головою новоствореного колгоспу імені Паризької комуни в селі Луки.
Під час німецько-радянської війни з січня 1942 по 1946 рік служив у Червоній армії. Був лейтенантом 609-го стрілецького полку 139-ї стрілецької дивізії.
Подальша доля невідома. Помер у 1960 році.

## Нагороди
- медаль «За перемогу над Німеччиною у Великій Вітчизняній війні 1941—1945 рр.»
- медалі